# Tele Torino International
Tele Torino International (TTI) fu una delle prime emittenti televisive private di Torino, assieme a Videogruppo, Telestudio e GRP, nata subito dopo la sentenza della Corte Costituzionale del 28 luglio 1976, che autorizzava le trasmissioni locali via etere.

## Storia
Ha debuttato nell'agosto 1976, grazie all'iniziativa dei proprietari di Radio Torino International, Silvano Roberto e Roberto Frediani, entrambi di Pinerolo, desiderosi di lanciarsi nell'avventura dell'etere. Diffondeva i suoi programmi dai canali UHF 32 e 43 (il ripetitore venne installato sul Colle della Maddalena).
Così, nel gennaio 1977, troviamo i primi articoli di "Stampa Sera" che ne parlano, oltre a pubblicarne il palinsesto.

### I primi tempi pionieristici
Fin dall'inizio, infatti, si contraddistingue per una ricca programmazione che arriva a superare le 12 ore. I programmi comprendono: il telegiornale "TTI notizie", il quiz "La sediaccia", la trasmissione per ragazzi "Un'ora in jeans", il programma "Telesveglia": un contenitore del mattino in onda alle ore 7.30, talk show con ospiti in studio (seguitissimo "Il sindaco risponde"), candid camera e all'una di notte gli spogliarelli di "Sogni sexy".
Gli studi di produzione erano in corso Massimo D'Azeglio 112 a Torino, dove già erano quelli della radio. Il logo era costituito dalla Mole Antonelliana, metà bianca e metà nera, su uno sfondo di semicerchi concentrici. I primi programmi furono prevalentemente dedicati al rapporto diretto con i telespettatori, tramite le telefonate, per dediche musicali, denunce di fatti di cronaca, eccetera, poiché le televisioni nazionali Rai (Rete 1 e Rete 2), erano decisamente lontane e non fornivano una programmazione locale adeguata.
I proprietari però, dopo qualche mese, si trovano in difficoltà. Se con la radio era relativamente facile guadagnare qualcosa in termini di vendita di spazi pubblicitari, con la televisione l'affare si complica. I costi di gestione, per le apparecchiature necessarie a far arrivare una buona immagine al ripetitore e da qui alle case della gente, oppure per le molte più persone che devono lavorare, o le scenografie, il palco luci, eccetera rendono la televisione immensamente più onerosa della radio.
La cessione di un ramo d’azienda si rese necessaria: la separazione da Radio Teletorino International s.r.l., rappresentata legalmente da Roberto Silvano e la ditta individuale Sapier di Pierlauro Sacco, di professione pubblicitario, venne formalizzata con una scrittura privata il 3 maggio 1977.
Il 17 maggio 1977 fu costituita la società Tele Torino International S.p.a. tra i soci Pierlauro Sacco per il 70% e Lucio Chiesa per il 30%. La nuova gestione amplia l'area di copertura, investe su impianti, tecnici, scenografie, eccetera. Tele Torino International cominci a irradiare il suo segnale ora i suoi programmi anche dai canali UHF 41, 50 e 61. Lo staff, sotto la direzione di Giuliana Gardini, acquisisce sempre più competenze e fiducia e la televisione inizia ad avere un suo pubblico. La direzione del telegiornale e delle rubriche di informazione viene affidata a Tiziano Wuillermoz.
Uno dei tratti distintivi che fin dagli inizi caratterizzò tale emittente fu la scelta di mandare in onda spezzoni di spogliarelli o comunque altri prodotti assimilabili al genere erotico/sexy (rispetto ad altre emittenti che non disdegnarono anche contenuti un po' più spinti).
Il programma che rese popolare Tele Torino International fu "Spogliamoci Insieme", vero e proprio antesignano di Colpo Grosso, condotto da Pino Maffi con Ennio Drey. In studio (realizzato presso lo sponsor, la pellicceria "Zio Tom"), venne ricreato un finto night: la gente da casa poteva telefonare e, a seconda se era maschio o femmina, poteva spogliare o vestire una spogliarellista, non appena avesse indovinato la risposta esatta alle domande che Pino Maffi poneva ai telespettatori. Nacque così il sexy quiz. Era il 21 ottobre del 1977.
Dopo un mese a spogliarsi non sarà più una ballerina da night, ma una casalinga. La trovata che attirò molta pubblicità fu quella, infatti, di inscenare uno striptease della vicina di casa.
Fu un clamoroso successo. Se ne occuparono giornali quotidiani e settimanali, italiani ed esteri. Vennero troupe televisive da diverse parti del mondo.
"Il programma - ricorda Giuliana Gardini allora direttrice dell'emittente - nacque da un'idea mia e di Giorgio Bettuzzi: ci recammo al night club Le Perroquet di Torino proponendo di riprendere alcune spogliarelliste in cambio della proiezione del loro biglietto da visita fino alla fine"; la regia di "Spogliamoci insieme" era di Riccardo Humbert.
Dato il grande successo di pubblico TTI diventa la prima TV per ascolti a Torino.
Alla fine del 1977 l'emittente può vantare quasi un milione di telespettatori ogni sera.
Il programma chiuse i battenti a fine febbraio 1978 in seguito ad una rapina finita tragicamente nella pellicceria dello sponsor ed in seguito a cause legali intentate nei confronti dell'emittente per "l'oscenità" della trasmissione. 
La sede dell'emittente si sposta in Via Ventimiglia ai piedi della collina torinese.
Nello stesso periodo La Stampa (quotidiano della famiglia Agnelli) vuole lanciarsi nell'avventura televisiva (come molti altri quotidiani, ad esempio Tivuesse Telesecolo, emittente di proprietà de Il Secolo XIX di Genova). Il 20 giugno 1978 si costituisce la società TELE-TORINO S.p.a., i soci sono Editrice La Stampa, rappresentata dal suo presidente del consiglio di amministrazione Giovanni Giovannini con il 35%, E.T.L. Etas Periodici del Tempo Libero S.p.A, 2,5%, Società Editrice Sportiva – S.E.S. S.p.A, 5%; Mario Ciancio Sanfilippo, editore de La Sicilia, 3%; Fabbri Editori S.p.A., 5%; Società Cooperativa Industriale Tipografica Editrice Mantovana – C.I.T.E.M. S.c.r.l., 1%; Società Fiduciaria Internazionale So.F.Int S.p.A, 10%; G.B. Paravia & C. SpA, 5%; Gioacchino Alessi, di professione giornalista, 5%; Bellomi Editore S.p.A., 5%; Antonio Prati, di professione editore, 2,5%; Società per Azioni Unione Tipografico-Editrice Torinese U.T.E.T., 5%; Società di Pubblicità Gi.Bi.Pi. S.r.l., 5%; Giuseppe Erba, di professione imprenditore, 1%; Giorgio Mondadori, di professione editore; 5%; Edoardo Vitale, di professione dirigente industriale; 5% (...) (sic!).
Il 26 luglio 1978 ha luogo la vendita del complesso aziendale da Tele Torino International S.p.A. a Tele Torino S.p.A. Avviene anche il passaggio diretto del personale dipendente in servizio al 31 luglio 1978, Tiziano Wuillermoz, Giorgio Visciglia, Lucia Maniezzo, Giulia Sella. Il Dott. Pierlauro Sacco occupa l'incarico dell'esecuzione dei programmi. Ad ottobre dello stesso anno la direttrice Giuliana Gardini lascia l'emittente e passa a GRP.
I nuovi palinsesti della rete, prevedevano a mezzogiorno le dediche musicali, quindi il notiziario di TTI, il film delle ore 13 (in genere, vecchi film degli anni quaranta), che teneva inchiodati anche gli spettatori più diffidenti (che rinunciavano ai telegiornali Rai), "A cena con noi" con Roberto Biasiol, e lo strip notturno. 
Molti fra i conduttori divennero noti al pubblico. Tra i vari conduttori e personaggi, vanno citati: Orlando Forioso, Roberto Giovalli, Alessandra Maria Fontana (conduttrice di programmi quotidiani quali: "La Sveglietta" alle 7.00 del mattino per gli studenti, "Aggiungi un posto a tavola" alle 12 per il pubblico femminile e le edizioni serali dei TG), Willy Darko, Pino Maffi, Gipo Rubat e il regista Riccardo Humbert.

### La programmazione a colori
Nel 1979, iniziò le trasmissioni a colori.
Nel luglio 1979 Tele Torino International aderì al circuito "CTA", Compagnia Televisioni Associate; il circuito, ideato da Rizzoli Editore, riuniva 20 emittenti di interesse regionale quasi tutte collegate ad un quotidiano. La "CTA", le cui concessionarie pubblicitarie erano SPE, SPI e Publikompass, concessionaria de La Stampa, offriva alcune ore di programmazione comune e strutture per collegamenti via satellite e dirette.
Il programma traino dell'estate 1979 fu "Follie d'estate", un contenitore pomeridiano e in diretta di musica, passatempi, giochi, filmati, divagazioni, condotto alternativamente da Fabio Gariglio, Vittorio Bestoso, Mauro Carnino e Graziella Porro, a partire dalle ore 17 fino all'ora di cena.
Dall'agosto al novembre 1979 TTI potenziò il segnale televisivo coprendo anche l'astigiano, l'alessandrino e raggiungendo quindi tutto il Piemonte, alcune zone del varesotto e del pavese grazie anche al canale UHF 53 dal ripetitore del monte Giarolo.
I programmi di punta della stagione televisiva 1979/80 furono: "Snack", dediche, giochi e filmati musicali in onda alle 12, condotto da Fabio Gariglio o Ennio Drey, "Informasera", notiziario quotidiano condotto da Silvia Rosa-Brusin, "Ecco lo sport", notiziario di informazione sportiva che trattava soprattutto di Juventus e Torino con interviste dai rispettivi campi di allenamento, condotto da Bruno Perucca, e "Caccia al 13", rubrica di pronostici totocalcio con Roberto Bettega, la trasmissione in differita delle partite della Juventus in Campionato e Coppa delle Coppe. Veniva trasmesso anche Superclassifica Show, la trasmissione musicale di TV Sorrisi e Canzoni. I cartoni animati più seguiti erano L'ape Magà, Gaiking, Jeeg robot d'acciaio, Danguard Ace, Il grande Mazinga,
i telefilm principali Lassie, Van der Valk e Mrs Monroe (Grange Hill).
Per quanto riguarda i film più noti furono trasmessi "Quelli della calibro 38", "Il medico della mutua" con Alberto Sordi, la serie di "Don Camillo e Peppone", e diversi di "Stanlio e Ollio".
L'avventura FIAT sarà però disastrosa e, per miopia o per sfortuna, dopo un notevole investimento per rimodernare tutte le apparecchiature, La Stampa decide di vendere a un imprenditore milanese che si stava impegnando molto per assicurarsi una serie di frequenze in tutta Italia su cui far girare i suoi programmi (nonostante fosse illegale all'epoca): si trattava di Silvio Berlusconi.
Giovanni Giovannini, allora presidente de "La Stampa", ricorda come proprio lui diede vita a uno dei primi esperimenti di TV libera con Tele Torino che operava appoggiandosi a La Stampa. Per far continuare quell'esperienza sarebbero serviti 600 milioni, che però non si trovarono determinando così la vendita dell'emittente a Silvio Berlusconi.
Tratto da un'intervista alla giornalista Rai Silvia Rosa-Brusin:
"Iniziai a lavorare per mantenermi all'università. Dovevo “riempire i buchi” tra un programma e l'altro a Tele Torino International, la TV privata della Fiat. Ho iniziato a fare la giornalista, senza saperlo. La Fiat però non ha creduto in quest'esperienza. Qualcuno disse che le televisioni private, in Italia, non avrebbero avuto futuro. Così la TV venne venduta a un signore di Milano, che si chiamava Silvio Berlusconi."
In un articolo della Gazzetta del Popolo del 1979, suscita polemiche e malumore l'iniziativa di Berlusconi di collegare un'emittente piemontese alla rete televisiva che sta impiantando in tutta Italia e che diverrà la quarta rete nazionale con centri di produzione a Milano e Roma. Il tutto grazie alla mancanza di una regolamentazione che facilita le scelte monopolistiche.
Poco dopo Luca Cordero di Montezemolo, amministratore delegato della Itedi, holding che controlla il quotidiano La Stampa e le altre attività del Gruppo FIAT nel settore editoriale, giustificò la cessione di Tele Torino International per lo scarso interesse che aveva il business televisivo.
Tratto dal quotidiano "Repubblica": Tele Torino International faceva capo a un gruppo di Pinerolo che l'aveva creata nel 1976 quando la tv commerciale muoveva ancora i primi passi. Nel 1978, tramite "La Stampa", la Fiat l'aveva rilevata assieme a una ventina di privati acquisendone il controllo. Forse perché affrontata con scarsa convinzione l'esperienza si era rivelata poco entusiasmante e nel 1979 il network era stato ceduto a Berlusconi. "Non è il nostro mestiere" aveva spiegato Gianni Agnelli, sicuro che le emittenti non fossero un affare redditizio.

### L'ultimo periodo prima della chiusura
Per un breve periodo la redazione e la parte produttiva fu soltanto sfoltita e si continuò ad avere una parte di programmazione in loco. A poco a poco però tutti i vecchi programmi cessano uno ad uno, nonostante che ai dipendenti avessero garantito che nulla sarebbe cambiato.
Tele Torino International cessa le trasmissioni indipendenti sabato 2 febbraio 1980; da domenica 3 febbraio 1980 il palinsesto viene progressivamente riempito dai programmi forniti da Reteitalia.
TTI cambiò il nome quindi in Tele Torino, forse per adeguarsi a Tele Milano, di cui seguì la sorte ed iniziò a trasmettere telefilm come L'uomo di Atlantide e Simon Templar, cartoni animati come Ryu il ragazzo delle caverne, diversi film della Titanus, e il programma I sogni nel cassetto con Mike Bongiorno e Fabrizia Carminati.
Ci furono dirette aperte ai telespettatori appena si prese coscienza del futuro immediato della rete; dopo alcuni giorni, il 22 febbraio, nel logo comparve il logo del nascente circuito extraregionale di Canale 5 con la piccola scritta, in basso, TELETORINO, che farà spazio alla scritta canale 5 lunedì 28 settembre 1981, trasformando così Tele Torino in un ripetitore del segnale di Canale 5, che nel frattempo divenne una rete privata a livello nazionale.